# Heterodrilus ersei
Heterodrilus ersei är en ringmaskart som först beskrevs av Giere 1979.  Heterodrilus ersei ingår i släktet Heterodrilus och familjen glattmaskar. Inga underarter finns listade i Catalogue of Life.